# Piero Tellini
Piero Tellini (Firenze, 16 gennaio 1917 – Firenze, 22 giugno 1985) è stato uno sceneggiatore e regista italiano.

## Biografia
Frequenta i corsi del Centro Sperimentale di Cinematografia, diplomandosi nel 1938, iniziando una carriera durata circa 30 anni. Lavora alla sceneggiatura ed ai soggetti di oltre 40 film.
Nel 1944 si trasferisce nella RSI per lavorare ad alcuni film prodotti a Venezia nel Cinevillaggio della Giudecca.
Lavora inoltre come regista per quattro film, tra i quali Nel blu dipinto di blu con Vittorio De Sica e Domenico Modugno.
È stato sposato con l'attrice Liliana Tellini con la quale ha avuto un unico figlio: Massimo Tellini.
Muore improvvisamente nel 1985 all'età di 68 anni, qualche giorno dopo il decesso della madre, il soprano Ines Alfani-Tellini.

## Filmografia

### Regista e sceneggiatore
- Il segreto inviolabile, co-regia di Julio Flechner de Gomar (1939)
- Uno tra la folla (1946)
- Prima di sera (1953)
- Nel blu dipinto di blu (1959)

### Sceneggiatore
- Senza cielo, regia di Alfredo Guarini (1940)
- Capitan Fracassa, regia di Duilio Coletti (1940)
- È caduta una donna, regia di Alfredo Guarini (1941)
- La maschera di Cesare Borgia, regia di Duilio Coletti (1941)
- Quarta pagina, regia di Nicola Manzari (1942)
- Quattro passi fra le nuvole, regia di Alessandro Blasetti (1942)
- Avanti c'è posto..., regia di Mario Bonnard (1942)
- Documento Z-3, regia di Alfredo Guarini (1942)
- Se io fossi onesto, regia di Carlo Ludovico Bragaglia (1942)
- Apparizione, regia di Jean de Limur (1943)
- Non sono superstizioso... ma!, regia di Carlo Ludovico Bragaglia (1943)
- Campo de' fiori, regia di Mario Bonnard (1943)
- La signora è servita, regia di Nino Giannini (1945)
- Chi l'ha visto?, regia di Goffredo Alessandrini (1945)
- Il ventesimo duca, regia di Lucio De Caro (1945)
- Il bandito, regia di Alberto Lattuada (1946)
- Ogni giorno è domenica, regia di Mario Baffico (1946)
- Ritorno al nido, regia di Giorgio Ferroni (1946)
- Senza famiglia, regia di Giorgio Ferroni (1946)
- L'onorevole Angelina, regia di Luigi Zampa (1947)
- Tombolo, paradiso nero, regia di Giorgio Ferroni (1947)
- Il delitto di Giovanni Episcopo, regia di Alberto Lattuada (1947)
- Vivere in pace, regia di Luigi Zampa (1947)
- Molti sogni per le strade, regia di Mario Camerini (1948)
- Children of Chance, regia di Luigi Zampa (1949)
- La sposa non può attendere, regia di Gianni Franciolini (1949)
- Campane a martello, regia di Luigi Zampa (1949)
- Cronaca di un amore, regia di Michelangelo Antonioni (1950)
- Napoli milionaria, regia di Eduardo De Filippo (1950)
- Cuori senza frontiere, regia di Luigi Zampa (1950)
- Vulcano, regia di William Dieterle (1950)
- Benvenuto reverendo!, regia di Aldo Fabrizi (1950)
- Atollo K, regia di Léo Joannon (1951)
- Passaporto per l'oriente, episodio Vienna, regia di Géza von Cziffra (1951)
- Filumena Marturano, regia di Eduardo De Filippo (1951)
- Ha da venì... don Calogero, regia di Vittorio Vassarotti (1951)
- Guardie e ladri, regia di Mario Monicelli e Steno (1951)
- Papà diventa mamma, regia di Aldo Fabrizi (1952)
- Siamo tutti milanesi, regia di Mario Landi (1953)
- Donatella, regia di Mario Monicelli (1956)
- Era di venerdì 17, regia di Mario Soldati (1956)
- Roma come Chicago, regia di Alberto De Martino (1968)

## Programmi radiofonici Eiar
- Comici italiani al microfono, Nino Taranto, testi di Federico Fellini e Piero Tellini, regia di Nino Meloni, trasmesso il 22 ottobre 1942

## Premi e riconoscimenti
- 1947 - Nastro d'argento

Migliore soggetto - Vivere in pace
- 1952 - Festival di Cannes

Prix du scénario - Guardie e ladri